# 郤至
郤至（？—前574年），姬姓，郤氏，名至，又号温季，谥昭，又称郤昭子，中国春秋時期晋国政治人物、将軍。步扬之孙，蒲城鹊居之子。与其叔父郤犨、族兄弟郤錡号称「三郤」。

## 生平
赵武出仕，他对赵武说：“誰之不如，可以求之。”前580年，他与周朝争田，周天子派刘康公、单襄公与郤至论理。前579年，出使楚国，与楚共王、子反相会，措辞颇为得体。他和族兄弟郤錡、叔父郤犨号称三郤，贪鄙骄横，为诸侯所不喜。前576年，三郤杀害伯宗。前575年，鄢陵之战之時，他担任新军佐。他提出此战为雪耻，积极主战。追击楚共王，数次下车致意。战后，晋厉公派他到王室献捷，郤至自矜，并且和孙周接触，被晋厉公猜忌。前574年，胥童向晋厉公建议诛杀三郤。郤錡听到风声，要攻击晋厉公，被郤至劝阻。十二月壬午，长鱼矫和清沸魋诛杀三郤，长鱼矫用戈杀死郤錡、郤犨，郤至逃到车上，也被杀死。